# Максимов, Марк Давидович
Марк Дави́дович Макси́мов (настоящая фамилия Липо́вич; 27 декабря 1918, Сновск, Черниговская губерния — 20 ноября 1986, Москва) — русский советский поэт, драматург и публицист, переводчик, журналист, специальный корреспондент.

## Биография
Родился в семье служащего лесничества. Отец погиб, когда Марк был ребёнком, и он вместе с сестрой воспитывался матерью Евой Юдовной Липович, затем в семье её сестры Гиты Юдовны Липович, педиатра в Москве. В 1936—1940 годах учился в Киевском педагогическом институте на филологическом факультете. После института направлен в редакцию местной газеты, но был призван в армию.
Первое стихотворение опубликовано в «Новом мире» в 1939 году.
Участник Великой Отечественной войны. Начал войну 22 июня 1941 года, попал в плен, бежал. Воевал в партизанском отряде имени «Тринадцати» под командованием Героя Советского Союза С. В. Гришина. Был разведчиком, политруком конной разведки, редактировал партизанскую многотиражную газету «Смерть врагам!». В ноябре 1944 года откомандирован в Омск, где был спецкором газеты «Гудок». В это же время взял литературный псевдоним Максимов.
Участник Первого Всесоюзного семинара молодых писателей в Москве в 1947 году (семинар Павла Антокольского). С этого года постоянно жил в Москве.
Поэзии Марка Максимова присущ глубокий лиризм, проникновение в суть, в основу человеческой души и характера. Он оставался лирическим поэтом даже в своих фронтовых стихах. Много работал в эпических жанрах: автор ряда крупных поэм, в частности «Тайная вечеря», рассказывающая о Леонардо да Винчи, «Баллада о молчании» и других. Автор сборников стихов: «Наследство» (1946), «Ровесники» (1947), «Десять лет спустя» (1956), «Солдат» (1959), «Голубые огни» (1965), «Невостребованная любовь» (1967), «Постоянство» (1971), «Лирика» (1976), «Избранное» (1982) и других. Автор документальной повести «Соембо» (1974), сборника публицистики, поэзии и прозы «Бестрепетные» (1968). Автор пьесы «Никогда не забудем!» (1950), сценария фильмов: «Лично известен» (1958), «Двадцать шесть бакинских комиссаров» (1971, в соавторстве), многосерийной документальной киноэпопеи «Твои ордена, комсомол» (1968). Автор переводов стихов с украинского, армянского, литовского и грузинского языков. Член Союза писателей СССР.
Награждён орденом «Отечественной войны» II степени (1985 год), двумя орденами «Знак Почёта» и медалями.
Похоронен на Кунцевском кладбище.

## Семья
Первый брак распался, когда Марк был на фронте. Дочь — Марина (род. 1941).
Вторым браком был женат на Антонине Николаевне Максимовой, сотруднице Бюро пропаганды художественной литературы Союза писателей СССР (вдове поэта-песенника Георгия Рублёва). Их сын — писатель и телеведущий Андрей Максимов.